# Tinashe Mutambarah
Tinashe Mutambarah (ur. 18 lipca 1986 w Harare) – botswański koszykarz, uczestnik Mistrzostw Afryki 2005.
W 2005 roku wziął udział w Mistrzostwach Afryki, gdzie reprezentacja Botswany odpadła już po rundzie eliminacyjnej. Podczas tego turnieju wystąpił w czterech meczach, w których zdobył 29 punktów (drugi najlepiej punktujący zawodnik swojej ekipy). Zanotował także jedną asystę, cztery przechwyty, siedem zbiórek ofensywnych i osiem zbiórek defensywnych. Ponadto miał na swym koncie także dziewięć fauli i siedemnaście strat. W sumie na parkiecie spędził około 111 minut.